# Parallel Lines
A Parallel Lines az amerikai Blondie rockegyüttes 1978-ban megjelent harmadik stúdióalbuma. A Chrysalis Records kiadásában jelent meg. Az első Blondie album volt, melynek producere Mike Chapman volt. Kritikailag és kereskedelmileg is az legnépszerűbb albumuk, 1978 szeptemberében az első helyezést érte el az angol albumlistán. Több sikeres kislemezslágert tartalmazott: Heart of Glass, Hanging on the Telephone, Sunday Girl és One Way or Another. Az album tizenkét dalából hat megjelent kislemezen is. Amerikában a hatodik helyet érte el, és még abban az évben platinalemez lett.

## Áttekintés
Az album belső borítóján, ahová a dalok szövegét nyomtatták, egy Parallel Lines című dal szövegét is megjelentették. Ilyen dal nem szerepelt az albumon, a mű egy Debbie Harry által írt vers, amely a sosem kapcsolódó értékrendekről szól. Ezt szimbolizálja a Parallel Lines cím is, amely magyarul párhuzamos vonalakat jelent, amelyek sosem találkoznak. Az album pár dala ennek a koncepciónak a jegyében született.
Kritikusok szerint az album jobban épít a népszerű popzenére, mint az előző idők nyersebb punk és new wave hangzására. Legjobb példa erre a vezető kislemeze, a raggae és rock alapokkal indulóHeart of Glass amelyet kifejezetten az akkor népszerűségének csúcsán lévő diszkó stílust figyelembe véve alakított át végső formájára Mike Chapman producer. Két dalt, a Hanging on the Telephone-t és a Will Anything Happent Jack Lee dalszerző-muzsikus írt.
A Heart of Glass nagy nemzetközi sikere után a Chrysalis Records kiadott az albumból egy olyan változatot, amelyen a dalnak egy kiterjesztett, 5:50 hosszú diszkó remixét tartalmazta (az eredeti dal 3:52 hosszú volt). Az ezután megjelent újrakiadások már mind a kiterjesztett verziót tartalmazták, míg az eredeti változat manapság már gyűjtői ritkaság lett.
Robert Fripp, a King Crimson együttes tagja gitározott a Fade Away and Radiate című dalban. Fripp később fellépett az együttessel a londoni Hammersmith Odeonban 1980 elején.  Az egyik dal, amit előadtak, David Bowie Heroes című dala volt, ennek a felvétele 1980-ban a Blondie Atomic című kislemezének B-oldalára került fel.
A Parallel Lines a Channel 4 televízióadó 100-as listáján a 94. helyre került 2005-ben. 2003-ban a Rolling Stone magazin „Minden idők 500 legjobb albumának listáján” a 140. helyre került. Robert Dimery kritikus a könyvében, az 1001 Albums You Must Hear Before You Die-ban (1001 lemez, amit hallanod kell, mielőtt meghalsz) a Parallel Linest is értékeli a szerző
Digitálisan felújított változata 2001-ben az EMI gondozásában jelent meg, négy bónuszdalt tartalmazott.

## Az album dalai
| 1. | Hanging on the Telephone | Jack Lee                         | 2:17 |
| 2. | One Way or Another       | Nigel Harrison, Debbie Harry     | 3:31 |
| 3. | Picture This             | Jimmy Destri, Harry, Chris Stein | 2:53 |
| 4. | Fade Away and Radiate    | Stein                            | 3:57 |
| 5. | Pretty Baby              | Harry, Stein                     | 3:16 |
| 6. | I Know But I Don't Know  | Frank Infante                    | 3:53 |

| 1. | 11:59                  | Destri                                   | 3:19 |
| 2. | Will Anything Happen   | Lee                                      | 2:55 |
| 3. | Sunday Girl            | Stein                                    | 3:01 |
| 4. | Heart of Glass         | Harry, Stein                             | 5:50 |
| 5. | I’m Gonna Love You Too | Joe Mauldin, Norman Petty, Niki Sullivan | 2:03 |
| 6. | Just Go Away           | Harry                                    | 3:21 |

| 1. | Once I Had a Love (a.k.a. The Disco Song) (1978-as demó) | Harry, Stein  | 3:18 |
| 2. | Bang a Gong (Get It On) (élő)                            | Marc Bolan    | 5:30 |
| 3. | I Know But I Don't Know (élő)                            | Frank Infante | 4:35 |
| 4. | Hanging on the Telephone (élő)                           | Jack Lee      | 2:21 |

## Közreműködők
- Debbie Harry – ének
- Chris Stein – gitár, tizenkéthúros gitár, E-bow
- Frank Infante – gitár
- Jimmy Destri – billentyűk
- Nigel Harrison – basszusgitár
- Clem Burke – dob
- Robert Fripp – gitár a Fade Away and Radiate-en

## Eladási minősítések
| Szervezet | Minősítés | Dátum             |
| --------- | --------- | ----------------- |
| BPI – UK  | arany     | 1978. október 27. |
| BPI – UK  | Platina   | 1979. február 6.  |
| RIAA – US | arany     | 1979. április 9.  |
| RIAA – US | Platina   | 1979. június 6.   |

## Külső hivatkozások
- Slágerlista alakulása